# Фивос
Фивос (греч. Φοίβος), настоящее имя Евангелос Тассопулос (греч. Ευάγγελος Τασσόπουλος, род. 1 января 1971, Афины) — греческий композитор. Фивос хорошо известен в Греции и на Кипре по его работе со многими популярными певцами; он выпустил несколько мульти-платиновых альбомов, что делает его одним из самых успешных греческих композиторов 1990-х и 2000-х годов, он продал 3 500 000 записей. В 2009 году основал свой собственный лейбл The Effect Spicy.

## Жизнеописание
Фивос родился 1 января 1971 года в Афинах. Впервые заинтересовался музыкой ещё в школьные годы, был барабанщиком в рок-группе. Позже учился в Афинской школе права, но он не желал продолжать карьеру в области юриспруденции, и вместо этого сосредоточился на занятиях музыкой и начал сочинять свои первые песни. Для дальнейшего обучения он посещал занятия по гармонии в Афинской консерватории и брал частные уроки у Демиса Русоса. Фивос подписал свой первый контракт с лейблом Sony Music в возрасте 22 лет.

## Творчество
За годы своей музыкальной карьеры он написал более 1000 песен, более 18 синглов получили статус золотых, 19 — платиновых, 9 альбомов два раза получили статус платиновых, 2 альбома, которые были написаны Фивосом, стали трижды платиновыми (альбом «Ευαισθησίες» Кэти Гарби и «Προφητείιες» Ванди), альбомы «Γεια» (Деспина Ванди) и «To Kati» (Кэти Гарби) получили статус платиновых 6 раз.
Сингл «Υποφέρω» (Деспина Ванди), целиком сочинённый Фивосом, был награждён как лучший по продажам греческий сингл на Virgin Megastores и в целом в Греции, были проданы более 150 000 копий в Греции. Также этот сингл четырежды получал платиновый статус на Кипре.
За время своей карьеры Фивос привлекал новых артистов к исполнению своей музыки. Он лично занимается организацией продвижения своих альбомов. Его организаторские способности открыли для него новые возможности, когда он пошёл на подписание контрактов с ведущими звукозаписывающими лейблами, начиная с Sony Music Greece, Minos EMI и, наконец, Heaven Music.
Летом 2001 года Фивос получил международное признание. Вместе с Деспиной Ванди он получил награду за лучший альбом года по продажам в Греции (сингл «Υποφέρω»). Награду вручал директор Virgin Megastores в Лондоне, сэр Ричард Брэнсон.
6 марта 2002 года Фивос и Деспина Ванди получили ещё одну почетную награду. Они выиграли премию как самые популярные греческие исполнители 2001 года (по продажам альбома «Γεια») в «Мировых музыкальных наградах».
Крупнейший успех к Фивосу пришёл с песней «Γεια» в исполнении Деспины Ванди. Сингл стал мультиплатиновым на греческом музыкальном рынке и очень популярным на международной музыкальной сцене. Он был включен в плей-листы знаменитых диджеев и клубов по всему миру. «Γεια» достиг первого места в американском чарте Billboard и в танцевальных чартах Великобритании. Песня была выпущена в качестве сингла в Европе, США, Австралии, Турции и Северной Африки, в то же время она была включена в более чем 120 сборников по всему миру.
Хотя Фивос в основном известен песнями, которые исполняли Деспина Ванди и Кэти Гарби, он является также авторов альбомов и для многих других певцов Греции и Кипра, таких как: Антонис Ремос, Йоргос Мазонакис, Яннис Париос, Сакис Рувас, Наташа Феодориду, Пасхалис Терзис, Толис Воскопулос, Василис Каррас, Nino.
Весной 2004 года Фивос по заказу Кока-колы написал мелодию, которая сопровождала все виды деятельности компании под эгидой Олимпийских игр. В начале 2005 года греческая футбольная команда АЕК пригласила Фивоса написать новый гимн команды. В 2005 и 2006 годах композитор снова пережил большой успех. Альбом Деспины Ванди «Στην αυλή του Παραδείσου» после огромного успеха в Греции был также выпущен в Болгарии, России, на Украине и в Турции. Альбом был продан тиражом более 100 000 копий только в Греции.
В течение 8 лет Фивос был ведущим композитором Heaven Music с момента основания компании до 2009 года. 21 октября 2009 года Фивос покинул Heaven Music и основал свой собственный лейбл, The Effect Spicy, с которым сотрудничают известные греческие певцы: Деспина Ванди, Панос Калидис, Элли Коккину, Нино, Emigre, Танос Петрелис, TUS, Дионисис Схинас.
24 сентября 2012 года состоялся концерт на Олимпийском стадионе в Афинах в честь двадцатилетия творческой деятельности Фивоса «20 Χρόνια Φοίβος». В концерте приняли участие звезды греческой музыки: Деспина Ванди, Кэти Гарби, Анджела Димитриу, Панос Калидис, Василис Каррас, Элли Коккину, Йоргос Мазонакис, Манто, Нино, Танос Петрелис, Антонис Ремос, TUS.